# Наддержава

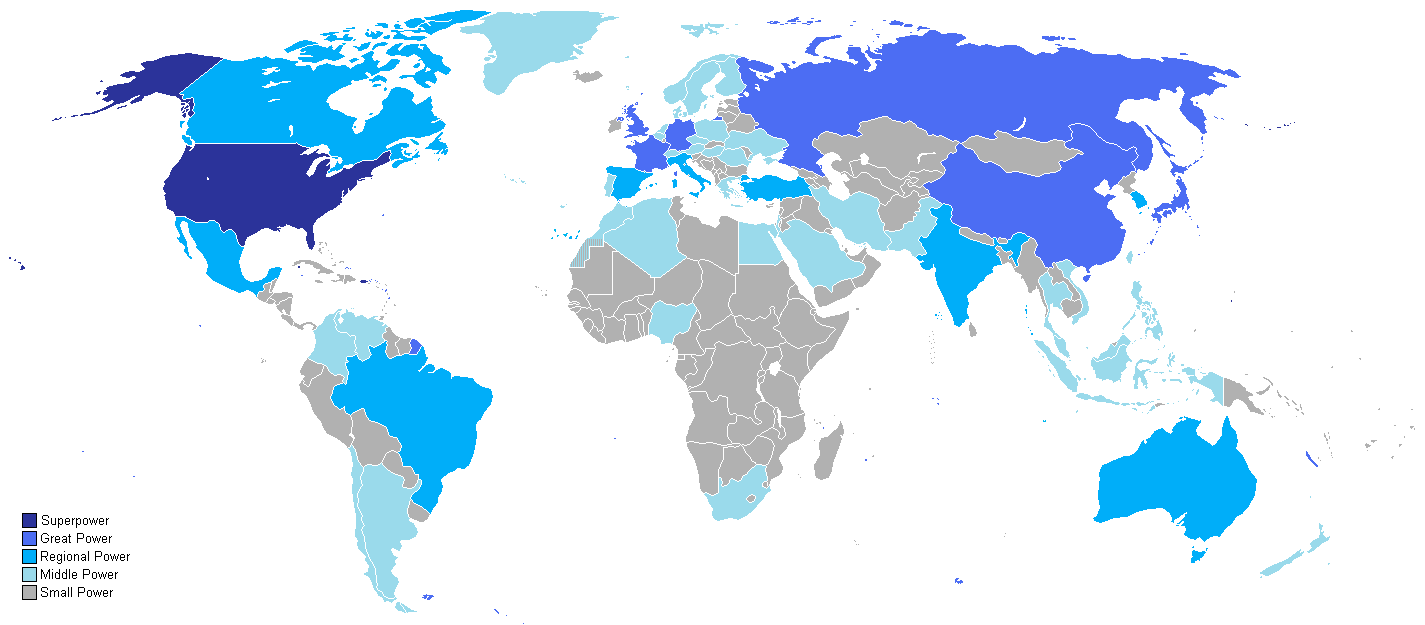
Держави за впливом на міжнародні відносини:
Надвеликий
Великий
Регіональний
Локальний

Наддержава чи супердержава — незалежна держава із надвисокою політичною, економічною, культурною і військовою (включно із ядерною зброєю) перевагою над більшістю інших держав (зокрема над іншими великими державами та ядерними державами). Розрізняються світові та регіональні наддержави.

## Термінологія
Термін «наддержава» чітко не визначений і може відрізнятися залежно від джерел. Основною характеристикою, що відповідає всім визначенням наддержави є держава, що освоїла сім розмірів державної влади: географія, населення, економіка, ресурси, збройні сили, дипломатія та національна ідентичність.
Термін вперше використаний для опису країн з більшим статусом, ніж у великих держав, приблизно в 1944 р., але отримав особливий сенс у зв'язку з новими геополітичними реаліями після Другої світової війни, тому що Велика Британія, Сполучені Штати і Радянський Союз зарекомендували себе державами, здатними здійснювати великий вплив на світову політику та військове панування. Термін в його нинішньому політичному сенсі придуманий голландсько-американським геостратегом Ніколасом Спайкменом в серії лекцій в 1943 р. про потенційну форму нового післявоєнного світового порядку. Це сформувало основу для книги Географія миру (англ. The Geography of the Peace), в якій йдеться насамперед про неперевершене морське світове панування Британської імперії та Сполучених Штатів, як важливе для миру і процвітання у світі.

## Історія

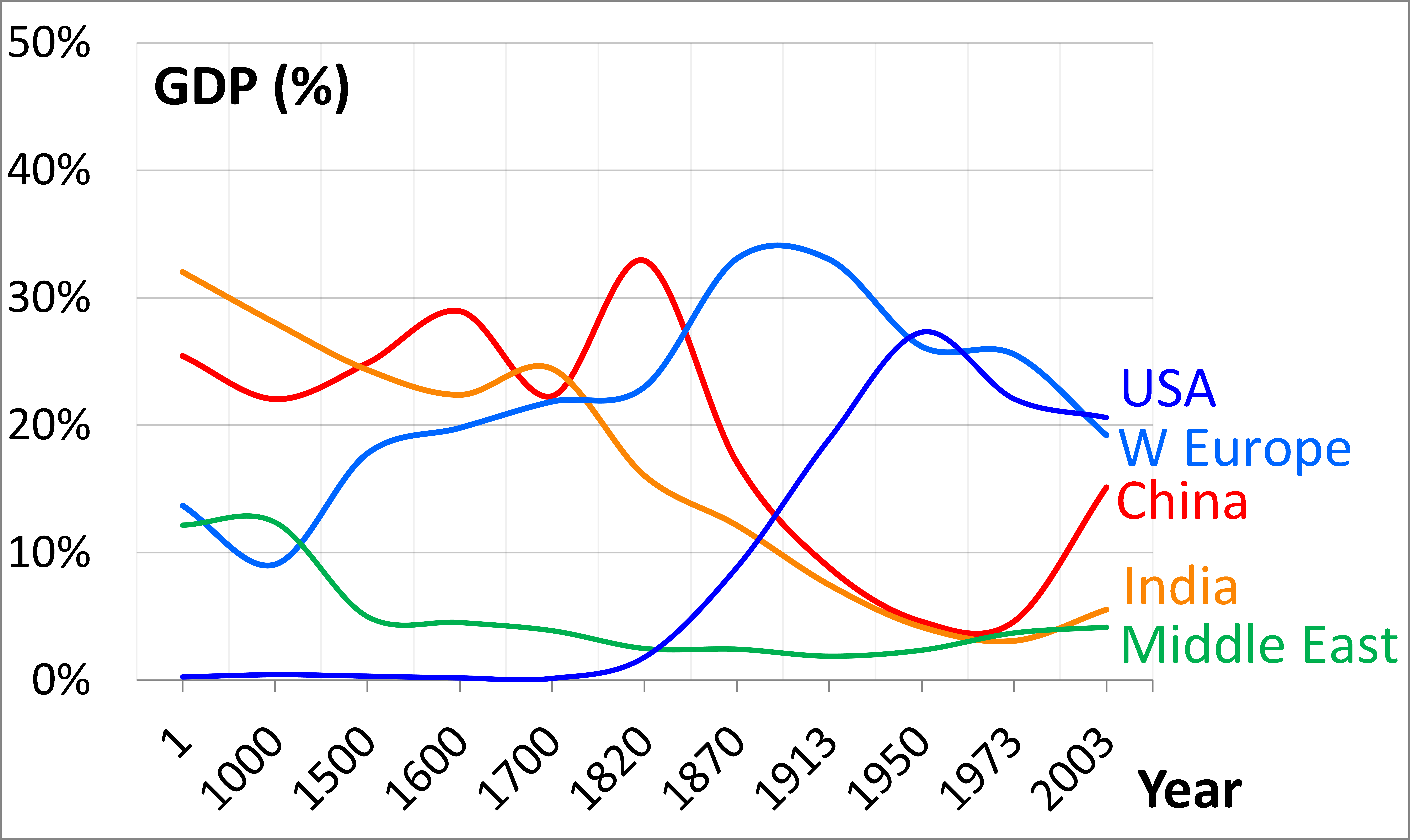
Оцінка найбільших економік світу (ВВП) від 1000 до 2003 року.

- Стародавній світ (до V століття):

Стародавній Єгипет, Ассирія, Перська імперія, Стародавній Китай, Держава Олександра Македонського, Римська імперія
- Середньовіччя (V–XV століття):

Візантійська імперія, Арабський халіфат, імперія Карла Великого, Танський Китай, Монгольська імперія, імперія Великих Моголів
- Ранній новий час (XV–XVIII століття)

Османська імперія, Іспанська імперія, Португальська імперія, Британська імперія, Голландія, Російська імперія, Цінський Китай
- Новий час (XVIII—1-а пол. ХХ століття)

Британська імперія, Наполеонівська Франція, Російська імперія (СРСР), Німецька імперія (Третій Рейх), США, Японська імперія
- Новітній час (2-а пол. ХХ століття)

США, СРСР
Вважається, що в новітній час у другій половині XX століття були тільки дві наддержави — США і СРСР, які очолювали найпотужніші військово-політичні блоки НАТО і ОВД відповідно і досягли балансу сил за військово-стратегічним паритетом. Спроби в середині століття нацистської Німеччини (Третій Рейх) і мілітаристської Японії (Велика Азійська Сфера Сопроцвітання) стати новими наддержавами в ході Другої Світової війни успіхом не увінчалися.
Після розпаду СРСР з кінця XX століття у світі залишилася тільки одна визнана світова наддержава — США. У той же час, попри те, що США зберегли політико-економіко-військову міць і після радянсько-американської холодної війни і розпаду СРСР, їхній статус як єдиної наддержави часто оспорюється або не вітається багатьма країнами та політиками, які вважають, що на зміну протистоянню і паритетом США і СРСР має прийти не одно- чи двополярний, а багатополярний світ з більш зростаючими ролями потенційних наддержав та регіональних держав і об'єднань. Великою державою, яка фактично наблизилася до статусу наддержави, став Китай, який, однак, підтримує концепцію багатополярного світу.